# Die Resel
Die Resel is een verhaal van Marie von Ebner-Eschenbach, dat voor het eerst in haar cyclus Dorf- und Schlossgeschichten (1883) werd gepubliceerd.

## Inhoud
De hoofdboswachter vertelde de graaf en de gravin het verhaal van de arme Resel. Tijdens de jacht viel het de graaf op dat een van de assistenten bij de jacht de hele dag niets gezegd had. Toen ze in het bos langs een eenzaam, eenvoudig graf liepen, wilde de assistent hierover ook geen informatie geven. De hoofd-boswachter legde nu aan de nieuwsgierige gravin uit waarom de overleden Resel niet op het kerkhof, maar midden in het bos begraven was.
Resel was de dochter van een molenaar. Ze was van jongs af aan zeer levendig; ze kon rennen en springen als geen ander. Haar speelkameraad Toni werd haar geliefde, tegen de wil van haar ouders. Hij was nog erg jong en als boswachter ook arm. Ze hadden voor Resel de zoon van de gastheer, Andreas, uitgekozen. Door nood gedreven verliet ze op een nacht haar ouderlijk huis en ging ze naar Toni in zijn ver in het bos gelegen huisje. De bezorgde ouders stuurden de oude biechtvader Vitalis naar haar om te vertellen dat ze haar vergeven hadden en met de bruiloft tussen Resel en Toni instemden. Resel was dolblij en van dankbaarheid jegens haar ouders vervuld. Ze wilde echter niet onmiddellijk alleen komen, maar samen met Toni haar ouders om vergeving vragen.
Toen Toni 's avonds thuiskwam, wilde hij plotseling van een huwelijk niets meer weten, omdat hij in een slecht humeur was. Resel was daar diep door getroffen. Ze greep een van de aan de wand hangende geweren en vroeg nog een laatste keer of Toni met haar wilde meekomen. Toen hij haar het geweer wilde afnemen, ging het af en Resel zakte in elkaar. Toni haastte zich naar de priester, maar die eiste dat Resel eerst naar haar ouderlijk huis terugkeerde en om vergeving van haar ouders zou vragen, dan zou hij haar daar de communie uitreiken. Zo bracht men haar naar haar ouderlijk huis. Voordat ze echter het sacrament ontvangen had, kwam Toni vertwijfeld binnen rennen. Ze vergaf Toni en stierf vredig in het besef dat haar ouders haar vergeven hadden en zij haar Toni. Maar de mensen weigerden haar, als zelfmoordenaar, op het kerkhof te begraven. De stille jachtassistent was dus Toni.